# Krčagovina
Krčagovina (lat. Amphoricarpos), biljni rod iz porodice glavočika. Postoji pet priznatih vrsta iz Turske, Grčke, Srbije, Kosova, Bosne i Hercegovine, Makedonije, Crne Gore i Kavkaza (Gruzija). Dvije od njih rastu i na području nekadašnje Jugoslavije, to su autarijatska i Nojmajerova krčagovina.
Rod Amphoricarpos obuhvaća heterokarpne (one kojima su periferna i središnja ahenija kapituluma morfološki različite) višegodišnje planinske hazmofitne biljke iz istočnog Mediterana (Balkan, Anatolija i Kavkaz) složene taksonomije. Tri su svojte rasprostranjene na Balkanskom poluotoku: A. neumayerianus (Vis.) Greuter, A. autariatus Blečić et Mayer ssp. autariatus Blečić et Mayer i A. autariatus Blečić et Mayer ssp. bertisceus Blečić et Mayer. Neki autori predlažu da se sve balkanske krčagovine trebaju tretirati kao jedna vrsta, A. neumayerianus.

## Vrste
1. Amphoricarpos autariatus Blecic & E.Mayer, Autarijatska krčagovina
2. Amphoricarpos elegans Albov
3. Amphoricarpos exsul O.Schwarz
4. Amphoricarpos neumayerianus (Vis.) Greuter, Nojmajerova krčagovina
5. Amphoricarpos praedictus Ayasligil & Grierson

## Sinonimi
- Alboviodoxa Woronow ex Grossh.
- Barbeya Albov